# Пелозеро
Пелозеро — озеро на территории Чёлмужского сельского поселения Медвежьегорского района Республики Карелии и Онежского района Архангельской области.

## Общие сведения
Площадь озера — 4,8 км², площадь водосборного бассейна — 46,8 км². Располагается на высоте 186,1 метров над уровнем моря.
Форма озера продолговатая: вытянуто с севера на юг. Берега каменисто-песчаные, преимущественно заболоченные.
С западной стороны вытекает река Вожма, впадающая в Выгозеро.
Код объекта в государственном водном реестре — 02020001211102000006873.